# Гевелюк Микола Петрович
Микола Петрович Гевелю́к (нар. 10 грудня 1935, Карнагорове — пом. 11 червня 1999, Луцьк) — український живописець і графік; член Спілки радянських художників України з 1971 року. Заслужений художник УРСР з 1989 року.

## Біографія
Народився 10 грудня 1935 року в селі Карнагоровому (нині Березівський район Одеської області, Україна). У 1952 році закінчив семирічну школу, після чого працював в колгоспі, завідував клубом у селі Новоподільському, працював в районній газеті «Степова комуна». Упродовж 1953—1958 років навчався в Одеському державному художньому училищі у Олександра Ацманчука і Григорія Крижевського; у 1958—1964 роках — в Київському художньому інституті у Михайла Хмелька, Володимира Костецького і Карпа Трохименка.
Після здобуття освіти працював у Волинських художньо-виробничих майстернях у Луцьку: у 1968–1973 та 1977–1979 роках — головний художник. З 1982 року — на творчій роботі. Жив у Луцьку, в будинку на вулиці Привокзальній, № 13-А. Помер у Луцьку 11 червня 1999 року.

## Творчість
Автор реалістичних пейзажів, натюрмортів, побутових картин, портретів, творів за фактами радянської історії. Серед робіт:
живопис
- «Стир розлився» (1965);
- «Вечір у парку» (1965);
- «Полудень» (1965);
- «Вітряний день» (1966);
- «Молода волинянка» (1966);
- «Гладіолуси» (1966);
- «Колківська демонстрація» (1967, полотно, олія);
- «М. Лащевський» (1967);
- «Автопортрет» (1967);
- «Дві волинянки» (1967);
- «Піони» (1967);
- «Блакитні сни» (1968);
- «Наше дитинство» (1968);
- «Натхнення» (1969);
- «Ранній сніг» (1969);
- «Омела» (1969);
- «Молода мати» (1970);
- «Донечка» (1970);
- «Дівчина в зеленому» (1970);
- «Галина» (1970, полотно, олія);
- «Весна» (1970);
- «Лесині казки» (1970);
- «Українська пісня» (1971);
- «Відродження» (1975);
- «Леся Українка на Волині» (1976);
- «Відлуння» (1976);
- «Молодий Тарас Шевченко» (1980);
- «Маленька Леся Українка на святі Івана Купала» (1983);
- «Обжинки» (1985);
- «Герої Чорнобиля» (1987);
- «Слива після раптового морозу» (1987);
- «Літній день» (1989);
- «Волинь моя» (1992);
- «Тарас Шевченко в Україні» (1993);
- «Тополиний міраж» (1994);
- «Чарівна осінь» (1994);
- «Гірська казка» (1995);

графіка
- «Тереблять кукурудзу на насіння» (1964);
- «Дядько в брилі» (1970-ті);
- «Дівчина в шубці» (1970–1980-ті);
- «На дивані» (1970–1980-ті).

Брав участь в обласних, республіканських, всесоюзних та зарубіжних мистецьких виставках з 1965 року, зокрема:
- республіканській виставці акварелі (Київ, 1967);
- до 100-річчя від дня народження Лесі Українки (Київ, 1970);
- виставці творів художників західних областей України (Москва, 1980).

Персональні виставки відбулися у:
- Луцьку у 1970 і 1975 роках;
- Ковельській галереї мистецтв у 1980 році.

Окремі роботи художника зберігаються у Луцькому художньому музеї.